# تری دیت
تری دیت (انگلیسی: Terry Date؛ زادهٔ ۳۱ ژانویهٔ ۱۹۵۶) تهیه‌کننده موسیقی و مهندس صدای اهل ایالات متحده آمریکا است.